# 許暺
許㫜（1452年—？），字景暉，浙江衢州府開化縣人，民籍，明朝政治人物。

## 生平
浙江鄉試第十四名舉人。成化二十三年（1487年）中式丁未科會試第三百十六名，三甲第四十八名進士。

## 家族
曾祖許伯安；祖父許壽；父許怡，斷事。母程氏。永感下。